# Bertha von Morvois
Bertha von Morvois gilt in der älteren Geschichtsforschung und Genealogie als Adelige aus der zweiten Hälfte des 9. Jahrhunderts. Dem Namen nach stammt sie aus dem Morvois (Pagus Mauripensis) um Pont-sur-Seine. Ihr Vater soll nach diversen Quellen Wilderich I. (auch Widerich bzw. Guerri genannt, 821–886) von Morvois gewesen sein. Da die Quellen aus dieser frühen Zeit sehr spärlich sind, gibt es mehrere Theorien über ihre Herkunft und ihr Leben. Die jüngste Forschung bezweifelt sogar ihre Existenz, da die Chronik der Abtei Waulsort im Bezug auf genealogische Angaben als Fantasiegebilde angesehen wird.
Von ihr wird gesagt, dass sie die Ehefrau des Grafen Heribert I. von Vermandois gewesen sei. Allerdings sind die Angaben zur Ehefrau Heriberts in der Literatur umstritten:
- Erich Brandenburg schreibt, dass Heriberts Ehefrau unbekannt sei
- Eduard Hlawitschka schließt sich dem an.
- In den Europäischen Stammtafeln ist in Band II, 1984, Tafel 10 (Robertiner) als Ehefrau König Roberts II. von Frankreich eingetragen: Béatrix de Vermandois, † nach März 931, Tochter von Comte Heribert I de Vermandois (Karolinger) und Berthe (de Morvois); die übrigen Tafeln hierzu (Band I.1, 2005, Tafel 4 und Tafel 7 (Karolinger) sowie Tafel 8 (Konradiner)) vermerken keine Ehefrau Heriberts.

Sollte die Annahme zu ihrer Ehe korrekt sein, dann hatte sie mit Heribert eine Reihe von Kindern, durch die sie ins Zentrum der mitteleuropäischen Genealogie rückt:
- Heribert II. (* wohl 880; † 23. Februar 943) 900/907 Graf von Meaux, Soissons und Vermandois, 907 Abt von Saint-Médard in Soissons, begraben in Saint-Quentin, ⚭ vor 21. Mai 907 Adela, Tochter des Herzogs Robert von Neustrien (ab 922 als Robert I. König von Frankreich) (Robertiner)
- Beatrix (* wohl 886; † nach 26. März 931) ⚭ um 895 Robert Herzog von Neustrien († 923), ab 922 als Robert I. König von Frankreich (Kapetinger)
- Tochter ⚭ (Gebhard Gf im Ufgau 940 (Konradiner)) † nach 15. Januar 947[1]
- Kunigunde[2] ⚭ Udo I. Graf in der Wetterau († 949) (Konradiner)

Die Angabe zur Ehe Berthas stammt von Joseph Depoin, die Maurice Chaume aufgegriffen hat. Die beiden Autoren nennen Heriberts Ehefrau als Berta, Tochter des Grafen Wigeric und der Aba, die wiederum eine Tochter des Gerhard von Vienne gewesen sein soll, sowie Witwe eines Grafen Ebroin. Depoin stützt sich dabei auf die Chronik der Abtei Waulsort aus dem 12. Jahrhundert. Seit den Untersuchungen von René Louis (1946), Daniel Misonne (1967) und Alain Dierkens (1985) wird die Chronik der Abtei Waulsort jedoch als Fantasiegebilde angesehen, insbesondere, was die genannte Genealogie angeht. Davon betroffen ist dann nicht nur die Ehe Berthas mit Heribert von Vermandois, sondern die Existenz Berthas überhaupt.